# Костенурка от река Мери
Костенурките от река Мери (Elusor macrurus) са вид средно големи влечуги от семейство Змиеврати костенурки (Chelidae), единствен представител на род Elusor.
Разпространени са в бързотечащи реки в басейна на река Мери в югоизточен Куинсланд, Австралия. Достигат дължина на черупката 50 сантиметра и имат необичайно дълга опашка, до 2/3 от дължината на черупката. Хранят се с водорасли, миди и други дребни животни.